# Каљазин
Каљазин (рус. Калязин) град је у европском делу Руске Федерације и административни центар Каљазинског рејона смештеног на крајњем југоистоку Тверске области.
Према проценама националне статистичке службе, у граду је 2014. живело 13.397 становника.
Каљазин се често сврстава међу градове Златног прстена Русије.

## Географија
Град се налази на десној обали реке Волге, односно тачније на десној обали вештачког Угличког језера насталог преграђивањем корита Волге током 1930-их година, на око 190 км северозападно од главног града земље Москве. На готово једнаком растојању налази се и административни центар области, град Твер (југозападно). Град лежи на мест где се река Жабња улива у Волгу, на надморској висини од 120 m.

## Историја
У летописима из XII века помиње се насеље Никола на Жабњи које се налазило на месту данашњег модерног града. Након што је на том месту почетком XV века основан православни манастир посвећен Светој Тројици (касније познат као Троицки Макаријев манастир, по свом оснивачу монаху Макарију Каљазинском) нагло је порасла и важност самог насеља. У писаим изворима насеље Каљазин први пут се помиње 1434. године. О манастиру је писао извесни тверски трговац и путописац Афанасиј Никитин који се ту боравио неко време 1466. у пропутовању ка Индији.
Манастирско насеље и Никољска слобода („слобода“ је био тип насеља ослобођен плаћања пореза) су крајем XVII века спојени у јединствено насеље Каљазинску слободу.
Указом императорке Катарине Велике из 1775. Каљазин добија административни статус града окружне субординације. Током XVIII и XIX века Каљазин је био важан трговачки град у којем су се два пута годишње одржавали важни сајмови, а крајем XIX века у граду почиње да се развија и знатнија занатска делатност.
Највећу трагедију у својој историји град је доживео крајем 1930-их година када је услед испуњавања вештачке акумулације Угличког језера у целости потопљено старо историјско језгро града, укључујући и Макаријев манастир. Изван воде је остао једино црквени звоник који данас представља најважнији туристички симбол града, познат као Потопљени звоник.
Дана 19. новембра 2001. године у 21:19 сати по московском времену, на око 24 км југоисточно од Каљазина, код села Захаровка срушио се путнички авион Иљушин Ил-18 који је летео на чартер линији од Хатанге (Краснодарски крај) ка Москви. Приликом пада авиона погинуло је свих 18 путника и 7 чланова посаде.

## Демографија
Према подацима са пописа становништва 2010. у граду је живело 13.867 становника, док је према проценама за 2014. град имао 13.397 становника.
| 1897. | 1959.  | 1970.  | 1979.  | 1989.  | 2002.  | 2010.  | 2014.  |
| ----- | ------ | ------ | ------ | ------ | ------ | ------ | ------ |
| 5.496 | 11.077 | 11.272 | 13.893 | 15.544 | 14.820 | 13.867 | 13.397 |

## Каљазинска опсерваторија
Недалеко од града, на моренском узвишењу надморске висине од 178 m 1992. године отворена је велика радиоастрономска опсерваторија (рус. Калязинская радиоастрономическая обсерватория, КРАО). Моћни радиотелескоп РТ-64 пречника 64 метра у стању да је врши комплексна астрометријска снимања веома удаљених објеката у свемиру (попут пулсара и квазара).

## Саобраћај
Кроз град пролази железничка пруга на линији Москва—Сонково—Санкт Петербург, а у самом граду се налазе две железничке станице. Друмским магистралним правцем Р104 град је повезан са Москвом и Угличем, а магистралом Р86 са Твером.
- Железничка станица
- Споменик Макарију Каљазинском
- Каљазин 1917.
- Каљазински радиотелескоп